# Устьїнська сільська рада (Спаський район)
У́стьїнська сільська рада (рос. Устьинский сельский совет) — сільське поселення у складі Спаського району Пензенської області Росії.
Адміністративний центр та єдиний населений пункт — село Устьє.

## Населення
Населення — 332 особи (2019; 438 в 2010, 478 у 2002).